# Đợt nắng nóng tại Ấn Độ năm 2015
Trong tháng 5 năm 2015, Ấn Độ đã trải qua một đợt nắng nóng lớn, làm
hơn 1.700 người thiệt mạng tính đến ngày 28 tháng 5 năm 2015 và ảnh hưởng nhiều địa phương. Đợt nắng nóng xảy ra trong mùa hè Ấn Độ, thường kéo dài từ tháng Ba đến tháng Bảy. và ảnh hưởng nhiều địa phương. Mặc dù trời vẫn còn nóng đến cuối tháng, các đợt gió mùa
thường cung cấp một số thời gian giảm nhiệt.
Các bang miền nam Andhra Pradesh và lân cận Telangana, nơi tương
ứng có hơn 1.020 người và 340 người thiệt mạng, đã đổ bộ vào vùng ảnh
hưởng nặng nhất. Các trường hợp thương vong khác là từ các tiểu bang
phía đông của Tây Bengal và Orissa . Nhu cầu cao về
điện từ điều hòa không khí có dẫn đến mất điện ở một số thành phố.

## Bối cảnh
Mỗi năm Ấn Độ trải qua đợt nóng nghiêm trọng trong mùa hè. Hầu hết các
trường hợp tử vong tập trung ở Andhra Pradesh, Telangana, Punjab,
Uttar Pradesh, Orissa và Bihar. Hơn 20.000 người đã chết vì các nguyên nhân liên quan đến nhiệt ở Ấn Độ kể từ năm 1990. Trong những năm gần đây, giai đoạn thời tiết nóng khắc nghiệt nhất xảy ra vào năm 1995 khi 1.677 người chết do một loạt các đợt nắng nóng. 793 người cũng thiệt mạng trong năm 2011 trong khi 1.247 chết trong năm 2012 do các nguyên nhân liên quan đến nhiệt. Trong năm 2013, 1.216 người đã thiệt mạng do thời tiết nóng.
Con số thương vong vượt mức của năm trước đó nhanh chóng trong năm 2015 .

## Nguyên nhân
Các đợt nắng nóng xuất hiện phần lớn là do trước mùa mưa rào mùa mưa
mỏng manh hơn, mang lại độ ẩm ít hơn bình thường đến khu vực này,
khiến cho phần lớn của Ấn Độ khô cằn. Xu hướng này
là không phổ biến ở Ấn Độ. Mô hình thời tiết thời tiết cùng với các
hiệu ứng El Nino (mà làm ấm nhiệt độ bề mặt biển trên khắp các đại
dương Thái Bình Dương) kết hợp để tạo ra các kỷ lục nhiệt độ cao.
Độ ẩm cao phức tạp ảnh hưởng của nhiệt độ trên các cư dân.